# Porsica benderi
Porsica benderi är en fjärilsart som beskrevs av Alexander Schintlmeister 1981. Porsica benderi ingår i släktet Porsica och familjen tandspinnare. Inga underarter finns listade i Catalogue of Life.